# Tariku Bekele
Tariku Bekele (em amárico: ታሪኩ በቀለ; Oromia, 28 de fevereiro de 1987) é um corredor da Etiópia, especialista nos 5000 metros. É o irmão mais novo de Kenenisa Bekele.
A sua primeira vitória importante foi no Campeonato Mundial de Atletismo em Pista Coberta de 2008 onde ganhou a medalha de ouro na prova de 3000 metros.
Bekele ganhou a Corrida Internacional de São Silvestre de 2011.